# Ray/レイ
『Ray/レイ』（原題: Ray）は、2004年制作のアメリカ映画。2004年に73歳で亡くなったリズム・アンド・ブルースのミュージシャンであるレイ・チャールズの30年間に焦点を当てた伝記映画である。このインディペンデント映画はテイラー・ハックフォードが監督および共同プロデュースを務め、ハックフォードとジェイムス・L・ホワイトによるストーリーを基にホワイトが脚本を執筆した。ジェイミー・フォックスがタイトル・ロールのレイ・チャールズ役を演じ、ケリー・ワシントン、クリフトン・パウエル、ハリー・レニックス、テレンス・ダッシュオン・ハワード、ラレンズ・テイト、リチャード・シフ、レジーナ・キングが共演した。ハックフォードの他、スチュアート・ベンジャミン、ハワード・ボールドウィン、カレン・ボールドウィンがプロデュースした。
2004年10月29日にユニバーサル・ピクチャーズにより公開された。批評家らから高評価を受け、特にフォックスの演技が称賛された。商業的にも成功し、4千万ドルの制作費に対して世界中で1億2,470万ドルの興行収入となった。
数多くの賞をノミネートおよび受賞しており、第77回アカデミー賞では6部門にノミネートされた。レイ・チャールズを演じたジェイミー・フォックスがアカデミー賞、ゴールデングローブ賞、英国映画テレビ芸術アカデミー賞、全米映画俳優組合賞、クリティクス・チョイス・アワードで主演男優賞を受賞し、同一役で主要5賞全てを受賞した2番目の俳優、ゴールデングローブ賞においてドラマ部門でなくミュージカル・コメディ部門で主要5賞全てを受賞した唯一の俳優となった。
チャールズは完成披露試写会に出席する予定であったが、2004年6月、公開に数か月先立って肺疾患で亡くなった。

## ストーリー
ジョージア州オールバニで生まれ、フロリダ州グリーンビルで母アレサに育てられたレイ・チャールズ・ロビンソンは幼い頃にピアノを教えられる。水に浸かる感覚に捕われるが、弟ジョージが母の洗濯桶の熱湯で誤って溺死したトラウマが残る。9カ月後、7歳のときに緑内障で視力を失う。アレサはレイに自立できるように躾け、セントオーガスティンにある盲学校に送る。
1946年、レイは白人のカントリー・バンドに参加し、目を隠すためにサングラスをかけるようになる。2年後の1948年、17歳のレイはバスでシアトルに移り、しがない酒場ロッキング・チェアでマクソン・トリオとしてナット・キング・コールの曲などを歌い人気が出る。女性オーナーから性的要求を受けて金銭やキャリアをコントロールされる。翌年、自分が利用されていることに気付き、レコードの話が出て悪徳マネージャーと別れる。「ウソつきは泥棒のはじまり」は母の教えだった。1950年、ボクサーのレイ・ロビンソンと同じなのでミドルネームからレイ・チャールズと改名する。 バンドのチトリン・サーキットとツアーに出るようにもなる。同時にヘロインも教えられる。
ソロの「“Baby, Let Me Hold Your Hand”」でデビューする。アトランティックのアーメット・アーティガンに見いだされ、ナットやチャールズ・ブラウン の二番煎じといわれるが、アーティガン作曲の「“Mess Around”」がヒットする。テキサス州ヒューストンにて牧師の娘でゴスペル歌手のデラ・ビーと恋に落ちる。1954年にはビーや周囲の人々はレイのR&Bとゴスペルの融合を非難するが、「“I Got a Woman”」および「"Hallelujah I Love Her So"」がヒットし知名度が上がり続ける。
ビーと結婚し、ビーは妊娠中に薬物キットを見つけてレイを責める。長男も生まれ仲直りするが、レイは歌手のメアリー・アン・フィッシャーと愛人関係になる。1956年、レイの人気が上がり、女性ボーカル・トリオのレイレッツを雇い、リード・ヴォーカルのマージー・ヘンドリクスを新しい愛人にする。メアリー・アンは嫉妬しバンドを離脱する。
1959年、契約時間に足りないと言われて歌った「ホワッド・アイ・セイ」が大ヒットする。1950年代を通してレイの人気は上がり続け、次男も連れてロサンゼルスに移住するが、マージーも移る。ヘロインを使用し続けビーやマージーとの関係性もこじれる。1960年、家族同様のアトランティックから75％とマスターの保有権を獲得してABCレコードに移籍する。
レイは新たな奏法の試みを続け、「我が心のジョージア」をヒットさせ、グラミー賞を初受賞する。マージーは妊娠を明かし、レイに中絶を要求されたことから関係を終わらせる。ソロのキャリアに乗り出すマージーのソロで「旅立てジャック」を演奏し、盲学校入学での母との別れを思い出す。一方でレイは薬物中毒にもがく。
ニューポート・ジャズフェスティバルでクインシー・ジョーンズが差別の南部はこりごりだと語る。1961年、ジョージア州オーガスタでのコンサート会場の外で差別反対の人権活動に遭遇する。差別的な会場でのコンサートをキャンセルし、契約違反でジョージア州内での演奏を禁止される。インディアナ州インディアナポリスでのコンサート中、「アンチェイン・マイ・ハート」を演奏中に観客が舞台に上がって白人と黒人が共にダンスをしたことを容認し、ホテルの部屋に警察の強制捜査を受ける。ヘロイン所持での逮捕が報じられてビーは落胆するが、会社が違法逮捕に持ち込む。
ミズーリ州セントルイスにて、カントリー・ミュージックの要素を取り入れた「愛さずにはいられない」を歌う。感銘を受けたアナウンサーのジョー・アダムスはツアーに同行する。欧州ツアーも成功する。レイは家族と共にビバリーヒルズに転居し、3歳の男児を生んだマージーがヘロインで死亡したことを知る。ジョーはレイのバンドメンバーやレイの長年の友人で兄弟同然のマネージャーのジェフが邪魔になり、レイに解雇させる。
1965年、モントリオール帰りのボストンの空港で麻薬密輸で逮捕される。ビーの説得で聖フランシス更生クリニックに入り、禁断症状に悩む。離脱症状で真に迫った悪夢の中でジョージと母は薬物中毒がレイを駄目にしていると説く。
1979年までに麻薬から足を洗い、ジョージの溺死事故のトラウマも克服する。1979年、ジョージア州は20年前に永久追放したレイに正式に謝罪し、「我が心のジョージア」を公式州歌に制定する。2004年に亡くなるまで世界中で有名な歌手として長く成功したキャリアを続ける。

## キャスト
※括弧内は日本語吹替
- レイ・チャールズ - ジェイミー・フォックス（山路和弘）
- デラ・ビー・ロビンソン - ケリー・ワシントン（岡寛恵）
- マージー・ヘンドリックス - レジーナ・キング（津田真澄）
- ジェフ・ブラウン - クリフトン・パウエル（世古陽丸）
- ファットヘッド・ニューマン - ボキーム・ウッドバイン（西凛太朗）
- ジョー・アダムス - ハリー・レニックス（立木文彦）
- メアリー・アン・フィッシャー - アーンジャニュー・エリス（本田貴子）
- アレサ・ロビンソン - シャロン・ウォーレン（高山佳音里）
- サム・クラーク - カート・フラー（小室正幸）
- ミルト・ショウ - デヴィッド・クラムホルツ（後藤敦）
- アーメット・アーティガン - カーティス・アームストロング（島田敏）
- ジェリー・ウェクスラー - リチャード・シフ
- トム・ダウド - リック・ゴメス
- ウィルバー・ブラスフィールド - ウェンデル・ピアース
- ローウェル・フルソン - クリス・トーマス・キング
- ジャック・ローダーデイル - ロバート・ウィズダム
- ゴッシー・マッギー - テレンス・ダッシュオン・ハワード（天田益男）
- マーリーン・アンドレ - デニース・ダウス
- オベロン - ワーウィック・デイヴィス
- クインシー・ジョーンズ - ラレンズ・テイト
- ハッカー医師 - パトリック・ボーショー（稲垣隆史）

## 制作
フィリップ・アンシューツは自身のブリストル・ベイ・プロダクションズを通じて制作費を全額出資した。DVDの中で監督のハックフォードは制作に15年を費やしたと語り、のちのサウンドトラック・アルバムのライナーノーツにて資金集めに時間がかかったことを明かし、最終的に4千万ドルが制作費となった。
チャールズは点字の脚本を読み、ピアノの演奏を渋々始めるシーン、マージーにヘロインの打ち方を見せたと暗示するシーンのみに異議を唱えた。
デンゼル・ワシントンがレイ役を依頼されたが見送った。DVDのコメントによると、フォックスは本作では歌っていない。しかしチャールズの初期の頃のカバーとなるカニエ・ウェストの「"Gold Digger"」、リュダクリスの「"Georgia"」ではチャールズとして歌っている。
DVDのコメントによるとハックフォードは、アンシューツは出資はするがPG-13にすることを要求したため、ハックフォードは5回降板したと語った。チャールズとアーメット・アーティガンがハックフォードに映画制作を頼んだため、ハックフォードはPG-13で映画を制作することを了承した。薬物中毒、性的描写など複数の要素でPG-13となった。
DVDのコメントでハックフォードはどの映画会社もこの映画を支援しようとしなかったと語った。インディペンデント映画として撮影された後、ユニバーサル・ピクチャーズが配給に名乗りを上げた。この理由の一つとして、ユニバーサル・ピクチャーズの重役の一人がチャールズのコンサートにヒッチハイクで行くほどであったことからとされる
楽曲はクレイグ・アームストロングが作曲した。
2004年、トロント国際映画祭で初公開された。

## サウンドトラック
| #         | タイトル                                                                   | 作詞  | 作曲・編曲 | 時間 |
| --------- | -------------------------------------------------------------------------- | ----- | ---------- | ---- |
| 1.        | 「Mess Around」                                                            |       |            | 2:41 |
| 2.        | 「I've Got a Woman」                                                       |       |            | 2:52 |
| 3.        | 「Hallelujah I Love Her So（ライブ）」                                     |       |            | 3:05 |
| 4.        | 「Drown in My Own Tears」                                                  |       |            | 3:21 |
| 5.        | 「(Night Time Is) The Right Time」                                         |       |            | 3:24 |
| 6.        | 「Mary Ann」                                                               |       |            | 2:47 |
| 7.        | 「Hard Times (No One Knows Better Than I)」                                |       |            | 2:55 |
| 8.        | 「ホワッド・アイ・セイ What'd I Say（ライブ）」                            |       |            | 4:38 |
| 9.        | 「我が心のジョージア Georgia on My Mind」                                  |       |            | 3:39 |
| 10.       | 「旅立てジャック Hit the Road Jack」                                       |       |            | 2:00 |
| 11.       | 「Unchain My Heart」                                                       |       |            | 2:50 |
| 12.       | 「I Can't Stop Loving You（ライブ）」                                      |       |            | 3:17 |
| 13.       | 「Born to Lose」                                                           |       |            | 3:15 |
| 14.       | 「Bye Bye Love」                                                           |       |            | 2:11 |
| 15.       | 「You Don't Know Me（ライブ）」                                            |       |            | 3:16 |
| 16.       | 「レット・ザ・グッド・タイムス・ロール Let the Good Times Roll（ライブ）」 |       |            | 2:48 |
| 17.       | 「我が心のジョージア Georgia on My Mind（ライブ）」                        |       |            | 5:30 |
| 合計時間: | 合計時間:                                                                  | 54:29 |            |      |

2枚目のアルバムとして、アトランティック・レコードより本作からインスパイアされた音楽と共に、より映画からの音楽に特化したアルバム『More Music from Ray』がリリースされた。

## 公開
日本ではPG-12（12歳未満は保護者同伴を推奨）指定されている。劇場公開版とエクステンディッド版（未公開部分を追加したもの）が入ったDVDがある。

## 評価
レビュー・アグリゲーターのRotten Tomatoesでは205件のレビューで支持率は79%、平均点は7.20/10となった。Metacriticでは40件のレビューを基に加重平均値が73/100となった。

## 受賞
第77回アカデミー賞
- 主演男優賞 - ジェイミー・フォックス
- 録音賞 - スコット・ミラン、グレッグ・オルロフ、ボブ・ビーマー、スティーヴ・カンタメッサ

第62回ゴールデングローブ賞
- 主演男優賞（ミュージカル・コメディ部門） - ジェイミー・フォックス

第47回（2005年）グラミー賞
- 最優秀コンピレーションサウンド トラック賞／映画・テレビ・映像部門 - レイ・チャールズ
- 映画・テレビサウンドトラック部門 - クレイグ・アームストロング

## 実際の出来事との相違
クレジットタイトルによると本作は実際の出来事に基づいているが、複数の登場人物の名前、場所、出来事が変更され、脚色のためにフィクション化している。その一部を以下に示す。
- 1935年、レイの弟のジョージの死は、メタルの洗濯桶に落ちたジョージがただふざけているものと思い助けず、夕食の準備ができて息子たちを呼びにきた母親がジョージが溺れているのを見つける。実際はチャールズはジョージを助けようとしたが重くて助けられず[8]、母親を家に呼びに行っている[8]。
- 本作を通して、レイの鬱病およびヘロイン中毒はジョージと母の死そして盲目による重度のストレスによるものとして描かれている。実際、母の死は重度のストレスを与え、鬱病を引き起こしたと考えられるが[9]、ジョージの死と盲目は重度のストレスのストレスによる精神疾患とはなっていない[9]。
- 本作の最後に述べられたように、1965年に精神病院で治療を受けてヘロイン中毒を克服したのは事実であるが、残りの人生においてヘロインの代わりにしばしばジンやマリファナを使用することには言及されていない[9][10]。
- 「ホワッド・アイ・セイ」のシーンはフェンダー・ローズのエレクトリックピアノの演奏として描かれているが、実際はオリジナル・レコーディングでワーリツァーのエレクトリックピアノを使用し、それぞれの会場に備え付けられているピアノのチューニングや品質を信用していなかったため、ツアーでも1956年から使用し始めた[11]。
- 本作ではバックコーラスで愛人のマージー・ヘンドリクスがレイに妊娠を告げた際、ビーの手前マージーには中絶を提案する。マージーは中絶せず、レイが離婚してマージーと一緒になり子供を育てることを拒み、マージーは自身の歌手のキャリアのためにすぐにレイの元から去る。実際ヘンドリクスはチャールズの子を妊娠し、チャールズはデラとの離婚を拒み、ヘンドリクスはチャールズの元から去ったが、チャールズは中絶を提案したことはなく、デラの子も他の愛人の子も自分の人生に受け入れていた[10]。
- 本作では1961年にマージーがレイレッツを脱退したが、実際は1964年に激しい口論の末、レイから解雇されたのである[12]。
- 1961年にジョージア州オーガスタの差別的コンサート会場にチャールズが入ろうとした所を人権活動家のグループが抗議しチャールズはコンサートを取りやめる。その後チャールズは差別的な会場での演奏は行なわないと宣言し、その結果としてジョージア州議会は州内での演奏は二度と行なわせないという決議が可決する。実際は人権活動家のグループはチャールズのコンサートを取りやめさせることができたが、会場外での抗議活動ではなく電報での抗議によるものであった[10]。ジョージア州から演奏を禁止されたことはなく、この会場での演奏は可能であり、のちにチャールズは演奏を行なった[10]。
- 1964年にマージー・ヘンドリクスが亡くなる。実際は1973年7月14日に亡くなるが死体解剖は行なわれず死因は特定されていない.[13]。
- 最後のシーンで「我が心のジョージア」チャールズ版がジョージア州歌となり、チャールズは妻のデラに祝福される。1961年に差別的な会場での演奏をしないと宣言した後に出された州内での演奏を禁ずる決議が撤廃される。実際は1979年に「我が心のジョージア」が州歌になった時にはチャールズとデラはすでに離婚しており、チャールズがジョージア州議会で演奏した時にはデラはいなかった[10]。そもそも州内での演奏を禁ずる決議はなされておらず、決議の撤廃もない[10]。